# Карол Ломбард
Карол Ломбард (енгл. Carole Lombard) је била америчка глумица, рођена 6. октобра 1908. године у Форт Вејну (Индијана). Погинула је 16. јануара 1942. године у Маунт Патосију (Невада) у авионској несрећи.